# Mimoso de Goiás
Mimoso de Goiás är en kommun i Brasilien.   Den ligger i delstaten Goiás, i den centrala delen av landet, 90 km nordväst om huvudstaden Brasília. Antalet invånare är 2 685.
Omgivningarna runt Mimoso de Goiás är huvudsakligen savann. Trakten runt Mimoso de Goiás är nära nog obefolkad, med mindre än två invånare per kvadratkilometer.